# أساطير نافاجو
كايوتي (بالإنجليزية: Coyote / موي بالنافاجوية: mąʼii) أو القيوط أو ذئب شمال أمريكا إنه يعد شخصية غير مسؤولة ومثيرة للمشاكل وهو أحد أهم الشخصيات الموقرة والمبجلة في أساطير نافاجو. على الرغم من أن تو نينيلي Tó Neinilii هو إله المطر عند النافاجو، فإن كايوتي يتمتع أيضًا بسلطة على المطر. اسم الشهرة لكايوتي هو ألتسي هاشكي Áłtsé hashké وهو ما يعني «المعاتب الأول». في تقليد نافاجو، يظهر كايوتي Coyote في أساطير الخلق، والقصص التعليمية، وطقوس الشفاء.

## الأسطورة

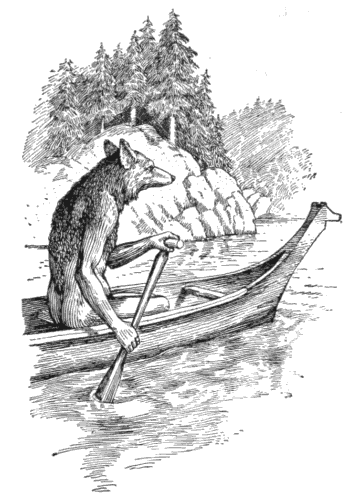
كايوتي يجذف، في القصص التقليدية.

كايوتي هو شخصية رئيسية في أساطير نافاجو، ومن بين جميع الشخصيات في أساطير نافاجو، كايوتي (موي) يعد أكثرها تناقضا واختلافا. إنه شخصية غامضة يمكن أن يكون مضحكا أو مخيفا. كايوتي هو جشع وطماع، مختال، وأحمق، ماكر وأيضًا في أحيان أخرى يظهر بدرجة ما مقدرة وقوة. وبواسطة خداعه عمومًا، يعمل على تجربة تجاوز الإمكانيات والأوامر النظامية. يبدو كايوتي مثل ذئب في شكل حيواني ويبدو وكأنه رجل مع شارب في شكل بشري.

### خرافات الخلق
تقدم الأساطير الأصلية ذئب البراري كايوتي ككائن قديم من البداية ويعرض في الثقافة العامة كبطل مخادع أو ماكر وهذه أهم خصيصة عامة فيه.

### النشوء
العالم الأول هو أرض مظلمة بسبب الضباب. فيمر الرجل الأول والمرأة الأولى عبر العالم الثاني الذي كان أزرق، إلى العالم الثالث حيث تشكلت الحيوانات والطيور. فيقوم كايوتي بسرقة أطفال جاموس الماء، وذلك بتحريض من السيدة الأولى. يتسبب جاموس الماء في حدوث فيضان كبير يجبر الرجل الأول والمرأة الأولى على التحرك نحو العالم الرابع (والحاضر).

### درب التبانة
في يوم من الأيام، كان الرب الأسود منشغلاً في إنشاء الأبراج من خلال ترتيب النجوم في السماء بعناية ودقة فائقة وعندما نفد صبر كايوتي قذف ما تبقى من نجوم بصفع بطانة السماء، مشكلاً بذلك مجرة درب التبانة. تشرح هذه القصة السبب في كون بعض النجوم باهتة أكثر من غيرها، لأن الرب الأسود Black God لم يضيء النجوم التي أسقطها كايوتي من السماء فوق النار. في نسخة أخرى من القصة، صنع الرب الأسود طريق درب التبانة عن قصد. يعتقد الناجافو Navajo أنها (درب التبانة) توفر طريقًا للأرواح التي تسافر بين الجنة والأرض، وكل نجم صغير فيها يمثل حضورا وبصمة متفردة.

### إنشاء أطوار القمر
كايوتي يعترض بتضاد على ظاهرة الليل والنهار لبساطتها وسذاجتها حيث تكون الحيوانات مرة مستيقظة ومرة نائمة. هذه الظاهرة التي تؤدي إلى خلق حركة النجوم، والمراحل القمرية وخلق الأشهر. شارك كايوتي أيضًا في قصص حول تسمية الأشهر.

## قصص
تهدف القصص إلى كل من الترفيه والتعليم. والهدف من قصة «القيوط والسحلية» هو الاستماع إلى زعمائك أو شيوخ القبيلة.

### التحول، قصة الدب

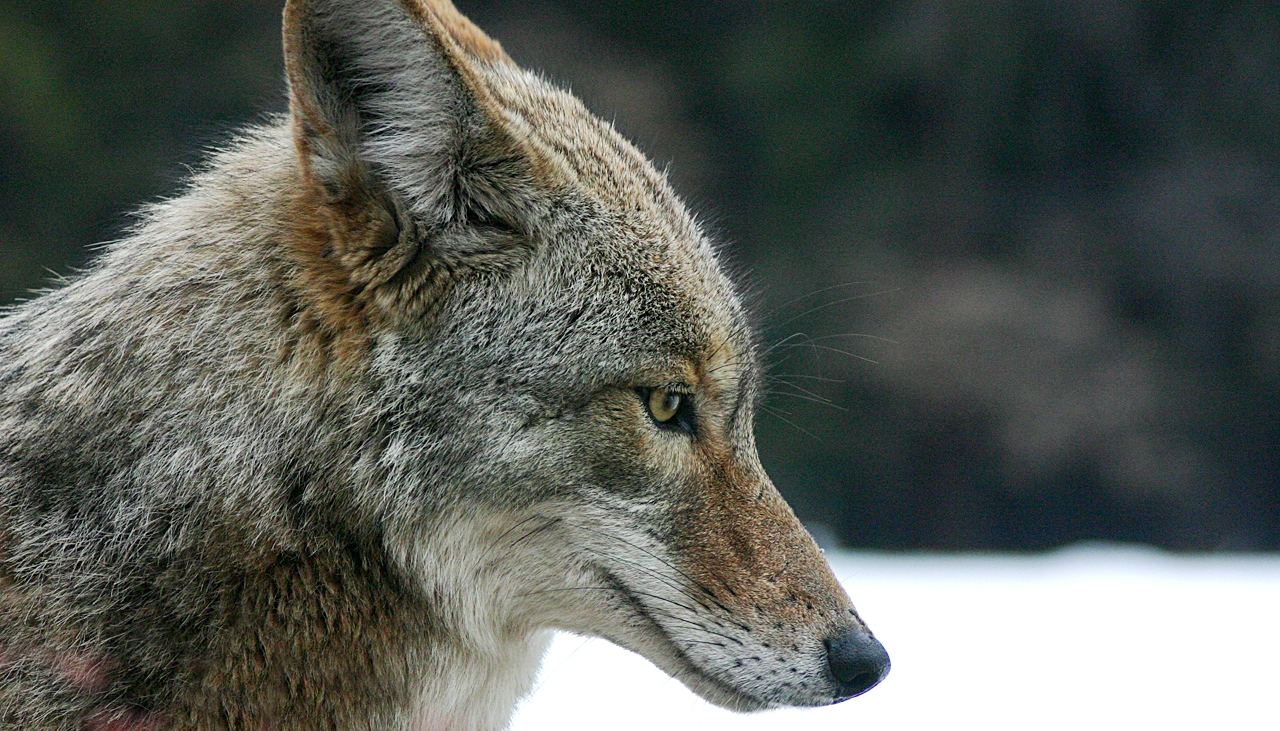
الذئب (Canis latrans) ، الحيوان الذي تقوم عليه الأساطير.

يحكى أن كايوتي ظفر بتحويل دبٍّ (بالنافاجوية Asdzání shash nádleehé :) كزوجة له، واستخدم سحره لجعلها شريرة مثله. فيحتال عليها لكي تمارس معه الجنس. وبعد أن أصبح الدب المتحول شريرًا، علَّمَ الذئب كايوتي الدبَّ المتحول طريقة استخدام الماء لِيُلهَم موقع إخوانه. الدب المتحول يستخدم هذه القدرة من أجل العثور على إخوانه. وفي الشكل الإنساني، يخبر إخوته بأنه يريد تمشيط شعرهم لإزالة قملهم كما كان يفعل قبل أن يكون شريرا، فلا يوافقون ويديرون ظهورهم له. فيتحول إلى دبٍّ ويقتلهم جميعا.
المعنى الأخلاقي هو أن لا نكون مثل كايوتي الذئب!

### قصة الاخوة التوأم
يحكى أنَّ والدي التوأم حذرا التوأم بعدم الصيد بعيدًا عن المنزل وعدم الذهاب إلى الشرق، لكنهم فعلوا ذلك على أي حال. وبعد حين يعود التوأم ويخبرون والديهم بأنهم رأوا كايوتي (الذئب). كان قد حذرهم آباؤهم من الابتعاد عن ذئب البراري (كايوتي) وقالا لهما إن كايوتي كان يتجسس لصالح الثعبان المقرن (بالنافاجوية: Déélgééd) الذي كان يلاحق النافاجو Navajo منذ وجودهم.

### كايوتي والعملاق
في يوم من الأيام كان العملاق يرهب الأرض، ويأكل الناس، وخصوصا الأطفال الصغار. أقنع كايوتي Coyote العملاقَ بأنه إذا سمح لكايوتي بكسر ساقه ثم شفاؤها عن طريق البصق عليها، فسيكون قادرًا على الجري بأسرع من سرعة كايوتي. على كلٍّ، كانت هذه واحدة من حيل كايوتي، فوجد العملاق بعد ذلك صعوبة كبيرة في عمل أي شيء، فترك حتى الأطفال الصغار.

## طقوس احتفال كايوتي
كايوتي هو الحافظ لروح طقوس احتفال كايوتي، والحفل هو طقوس شفائية. يهدف احتفال كايوتي إلى إعادة الإنسجام مع شخص مقدس محتقر أو أشخاص سيئين، في هذه الحالة هم جماعة كايوتي بما فيهم (الثعالب والذئاب). في احتفال كايوتي يكون كايوتي هو الشخص وراء كل الدجل والأكاذيب لجماعته، وعندما يستاء يسبب الأمراض. وكما هو الحال في جميع طقوس النافاجو Navajo Holyway للشفاء، يعمل المرتل كوسيط بين كايوتي، الراعي الطوطمي لعشيرة كايوتي، والمريض.

## فولكلور
النظرة العامة للذئب في المعتقدات الشعبية سلبية عمومًا وتتعلق بالسحر. يُعتقد أن الساحرة التي تسمى جلد الماشية أو (الخسيسة) أو جلد المشاة (skin-walkers) قادرة على اتخاذ شكل الذئب. هناك قول مأثور للنافاجو أنه إذا عبر كايوتي طريقك، فارجع إلى الخلف ولا تستمر في رحلتك. كايوتي هو رمز لفأل سيئ أو لحدث أو شيء مؤسف في طريقك أو في المستقبل القريب.